# 伊川谷町
伊川谷町（いかわだにちょう）は兵庫県神戸市西区南東部にある地域。本項では同一地域に所在した明石郡伊川谷村（いかわだにむら）についても述べる。

## 概要
2013年現在では伊川谷町（潤和・有瀬・別府・上脇・井吹・長坂・小寺・前開・布施畑）・白水・天王山・北別府・南別府・今寺・大津和・池上・前開南町よりなる。西神地域の一部（学園東町・学園西町・井吹台西町・井吹台東町・室谷）も大部分が旧伊川谷村で、垂水区神陵台（長坂インターチェンジが最寄り）も中心部が旧伊川谷村であるが、通常は伊川谷に含めない。逆に、和井取は大部分が旧玉津村であるが、伊川谷に含めることが多い。伊川谷町は各地区で区画整理事業が実施され現在では神戸市西区（伊川谷町）が省かれた地区が上記、白水から和井取である。

## 地理
明石川支流、伊川の流域の主要部を占める。西区の旧7村の中で一番広く、神戸都心部の各区よりも面積が広い。東西に長く、西端は明石城址に接し、東端は須磨区と接して摂津と播磨の国境をなす。また南部や北部は丘陵地帯で、新田集落が形成された。西部の潤和・有瀬・別府・池上あたりが市街地化していて、このあたりは距離的にも明石市の中心街が近く、明石市と連続した市街地を形成していることから、神戸市よりはむしろ明石市の郊外的な雰囲気である。長坂・脇から東は、伊川谷駅のごく近傍を除いて昔ながらの農村地帯。全体的に、神戸中心街に近付けば近付くほど田舎になり、明石に近付けば近付くほど都会になる感がある。

## 歴史
藩政期には、以下の村があった。カッコ内はおおまかな現在の地区名。
1. 井出村（伊川谷町潤和）
2. 東河原村（伊川谷町潤和）
3. 白水村（白水・伊川谷町潤和）
4. 生田村（伊川谷町有瀬）
5. 漆山新田（伊川谷町有瀬・垂水区神陵台）
6. 南別府村（南別府・今寺・伊川谷町別府）
7. 北別府村（北別府・伊川谷町別府・天王山）
8. 池上村（池上・伊川谷町上脇・大津和）
9. 脇村（伊川谷町上脇）
10. 永井谷村（伊川谷町井吹・井吹台西町・井吹台東町）
11. 吹上新田（伊川谷町井吹）
12. 長坂村（伊川谷町長坂）
13. 小寺村（伊川谷町小寺・学園西町・学園東町）
14. 下皆発村（伊川谷町前開・前開南町・室谷）
15. 東皆発村（伊川谷町前開）
16. 門前村（伊川谷町前開）
17. 布施畑村（伊川谷町布施畑）

- 1877年頃:井出村・東河原村・白水村が合併して潤和村が、生田村・漆山新田が合併して有瀬村が、南別府村・北別府村が合併して別府村が、池上村・脇村が合併して上脇村が、永井谷村・吹上新田が合併して井吹村が、下皆発村・東皆発村・門前村が合併して前開村が成立。
- 1889年:市町村制施行に伴い、以上の村がすべて合併し伊川谷村が成立。
- 1947年:合併により神戸市垂水区伊川谷町となる。
- 1972年:山陽新幹線が開業。伊川谷町内を通過するが、駅は作られなかった。伊川谷初の鉄道路線である。
- 1982年:神戸市垂水区が分区、西区伊川谷町となる。
- 1985年:神戸市営地下鉄が、神戸市街地から学園都市駅まで開業する。
- 1987年:神戸市営地下鉄が西神中央駅まで延伸。伊川との交点近くに伊川谷駅が開業。
- 1993年:西神南駅が開業。

## 村長
- 丹田文之助[1]

## 経済

### 産業
- 農業

『大日本篤農家名鑑』によれば、伊川谷村の篤農家は「丹田文之助、栗本由太郎、加護谷豊松、三浦竹松、竹本隣蔵、井上藤太郎、金月喜太郎、齋野彌三八、三浦政之助、廣澤熊治郎、安藤源之助、奥坂清太郎、中野藤松、國吉熊平、室田淺之助、齋木岩太郎」などである。

## 教育
西神南地区を含む。中学校のみ、学園都市地区を含む。

### 小学校
- 神戸市立伊川谷小学校
- 神戸市立有瀬小学校
- 神戸市立長坂小学校
- 神戸市立太山寺小学校
- 神戸市立井吹西小学校
- 神戸市立井吹東小学校

### 中学校
- 神戸市立伊川谷中学校
- 神戸市立長坂中学校
- 神戸市立太山寺中学校
- 神戸市立井吹台中学校

### 高校
- 兵庫県立伊川谷高等学校

### 大学
- 神戸学院大学

## 交通
神戸市営地下鉄西神・山手線の伊川谷駅がほぼ中心にある。しかし、伊川谷駅から神戸都心までは25分もかかり、また駅周辺に商業施設が少ないこともあってJR神戸線明石駅の利用が多い。人口の集中する潤和〜池上では、東寄りではどちらも使えるという感じで、西寄りでは完全に明石駅を玄関駅としてみている感じである。
路線バスは神姫バスがほぼ独占。明石駅と伊川谷駅を結ぶ路線が中心で、様々な経路がある。伊川谷駅から東でも路線があり、その大半が明石駅発伊川谷駅経由である。神戸市交通局も路線があり、山陽電鉄バスもわずかに路線を持つ。（かつては明石市交通部も路線を持っていた）
また、六甲山地の西端にあたり、明石海峡に近いことから、高速道路が縦横無尽に走る。最初に開通したのは、神戸の市街地や姫路方面に直結する第二神明道路で、伊川谷の人口密集地である有瀬・別府・池上あたりを南北に縦断する。次に開通したのは、現在神戸市街地を通らずに大阪方面へ直結している阪神高速北神戸線で、伊川谷町の井吹・前開・布施畑といった農村部を通る。明石海峡大橋の開通にともない、淡路島方面へ直結する神戸西バイパス、山陽自動車道に接続する神戸淡路鳴門自動車道も開業した。また、市道夢野白川線（旧西神戸有料道路）の延長線となる道路が、地下鉄に並行して走っている。

## 観光スポットなど
- 太山寺